# خانيوردي
خانيوردي هي قرية في مقاطعة ميانة، إيران. عدد سكان هذه القرية هو 44 في سنة 2006.